# Wielkie oblężenie Gibraltaru

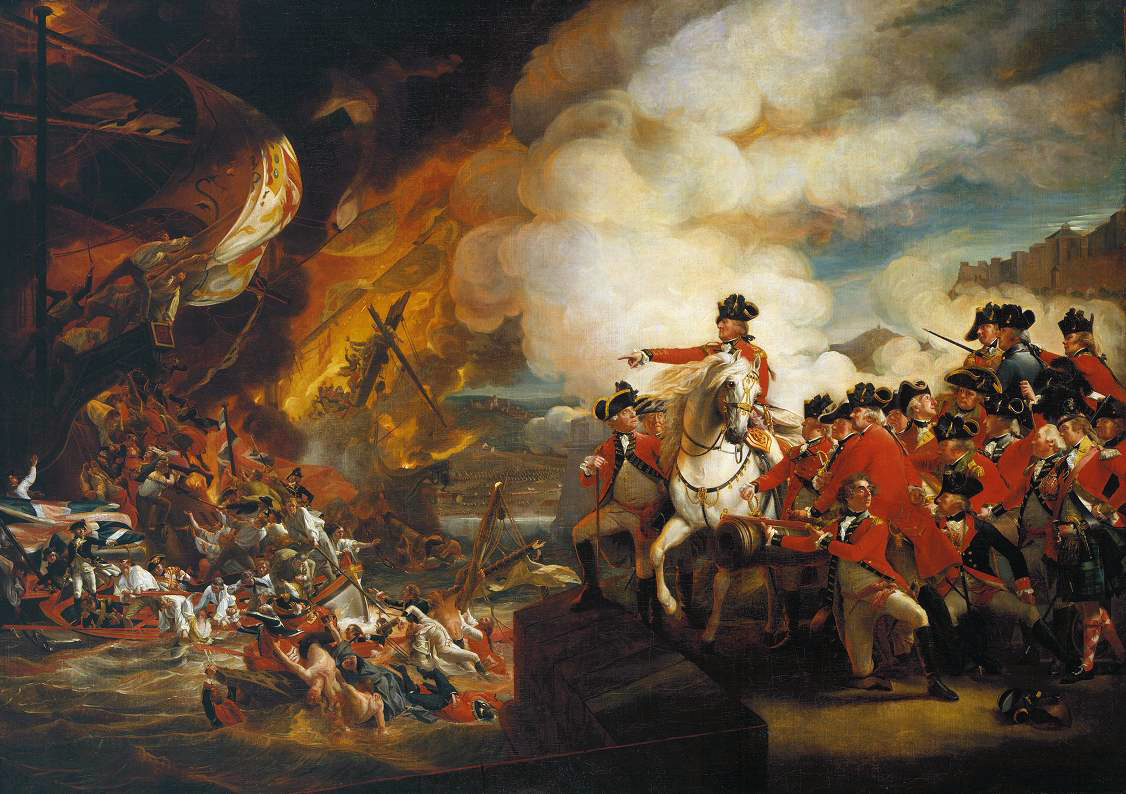
Zniszczenie pływających baterii, mal. John S. Copley

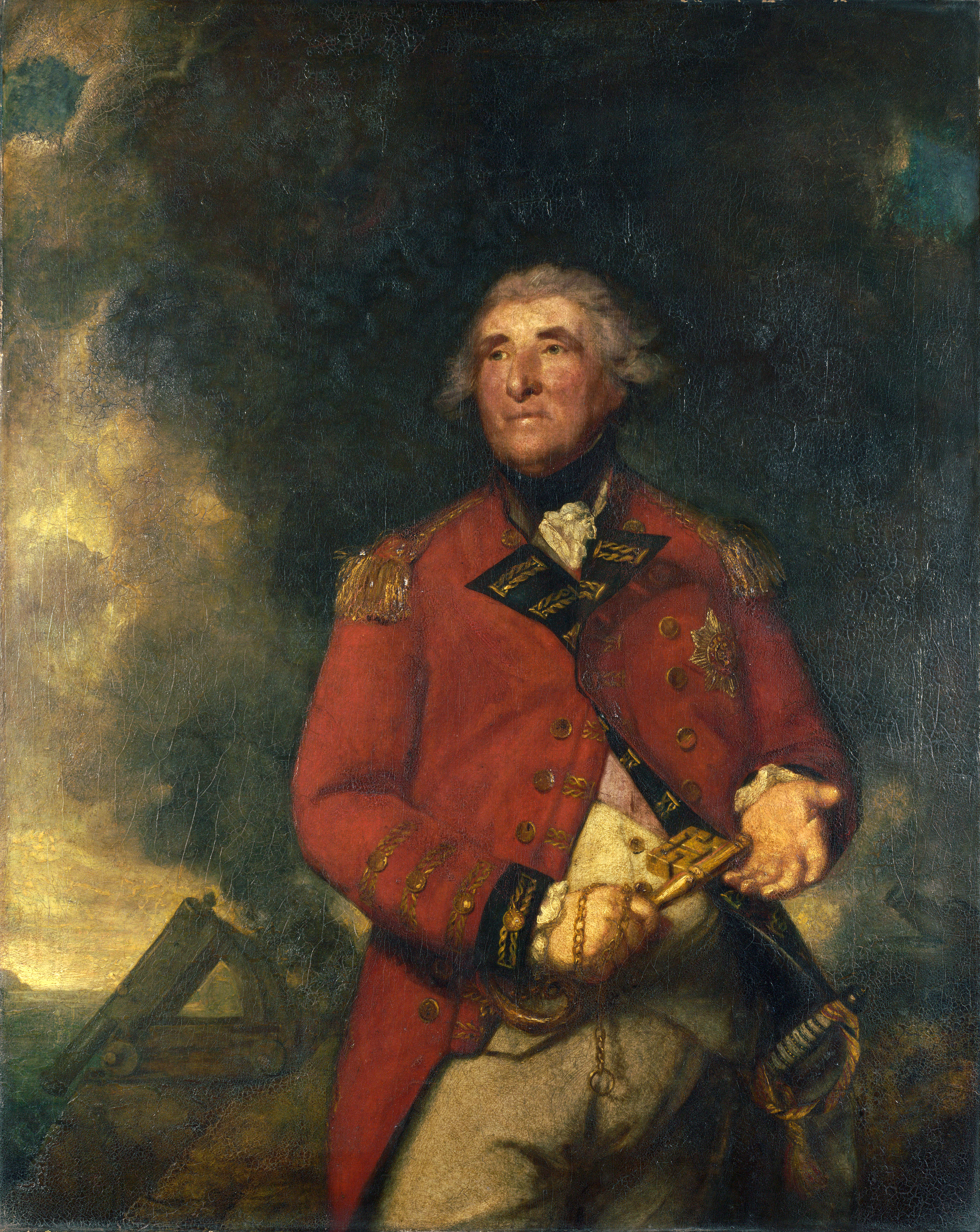
George Augustus Eliott, mal. Joshua Reynolds

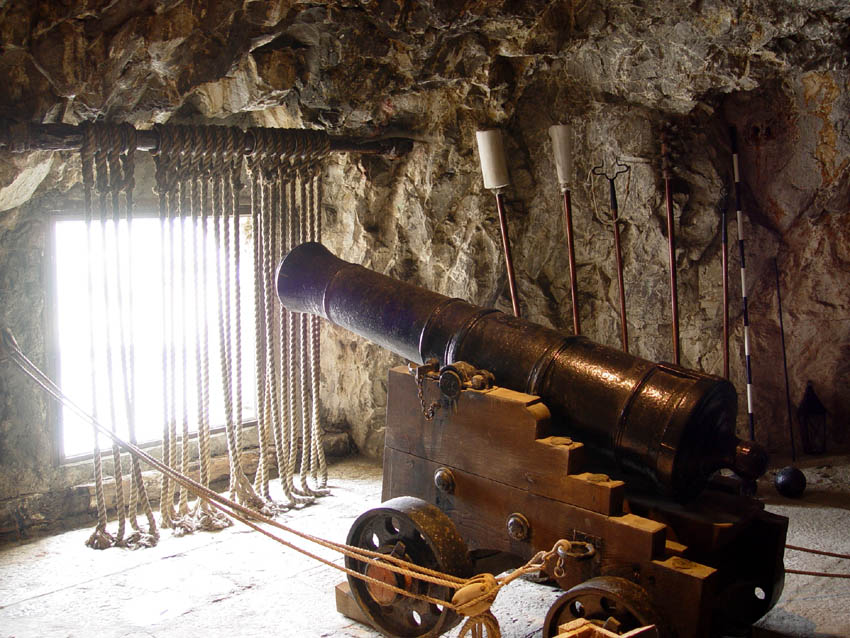
Jedno z dział obrońców w tunelach wyrytych w skale

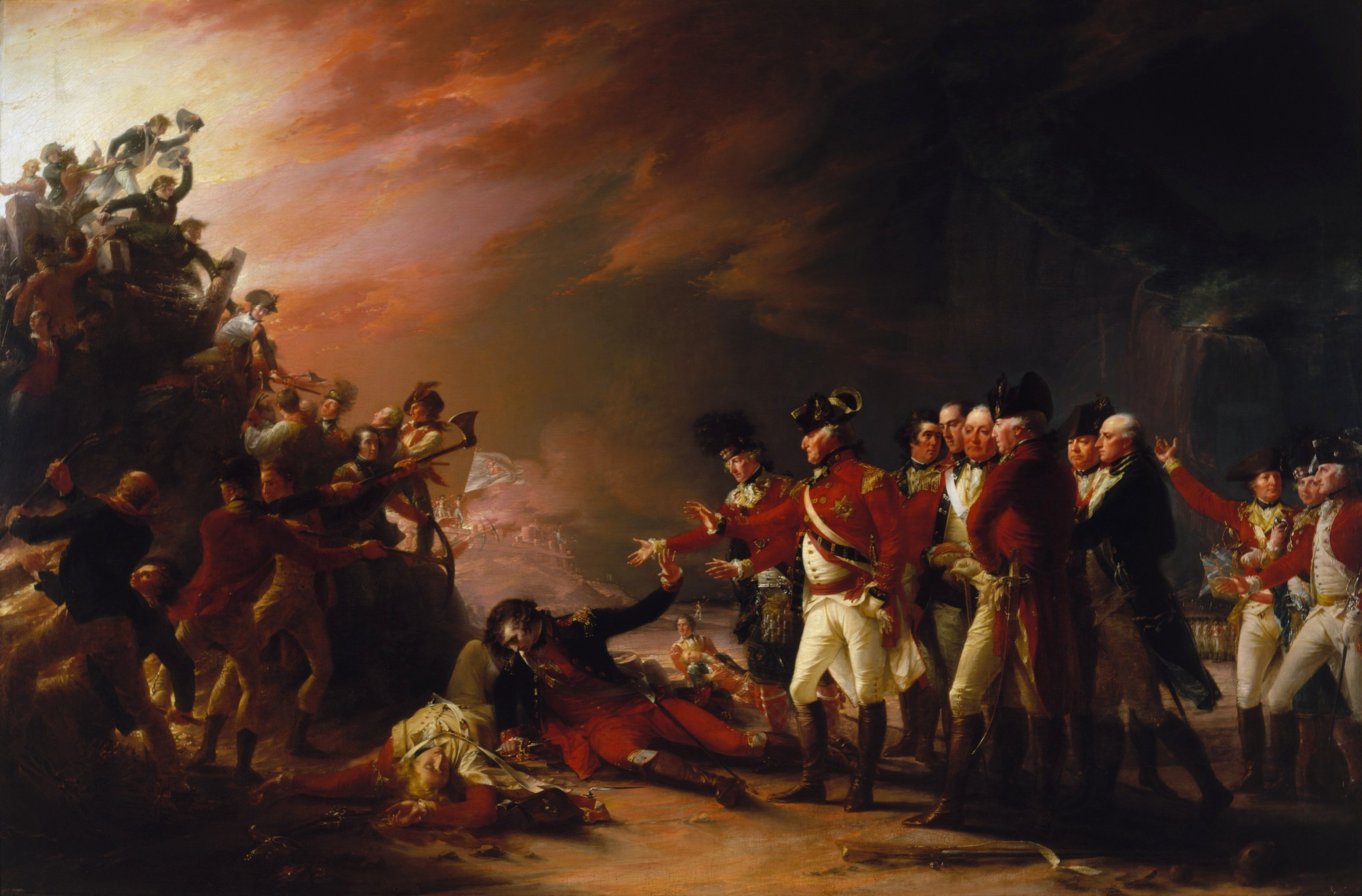
Wycieczka z Gibraltaru, mal. John Trumbull

Wielkie oblężenie Gibraltaru – nieudana próba odbicia przez Hiszpanów i Francuzów Gibraltaru z rąk Brytyjczyków w czasie trwania amerykańskiej wojny rewolucyjnej. Było to najdłuższe oblężenie jakiego kiedykolwiek doświadczyły Brytyjskie Siły Zbrojne, jak również jedno z najdłuższych nieprzerwanych działań oblężniczych w historii wojen.

## Podłoże
W roku 1738 między Wielką Brytanią i Hiszpanią rozgorzał spór o warunki handlu i transportu transatlantyckiego. Początkowo obie strony zamierzały ratyfikować dokument podpisany w pałacu królewskim w Madrycie, ale w styczniu następnego roku parlament brytyjski odrzucił sugestie ministra spraw zagranicznych Roberta Walpole’a, zwolennika porozumienia z Hiszpanią. 23 października 1739 roku wybuchła wojna o ucho Jenkinsa, a obie strony zaczęły przygotowywać plany ataku lub obrony Gibraltaru. W tej sytuacji Wielka Brytania wezwała admirała Edwarda Vernona do opuszczenia Porto Bello i wzmocnienia eskadry admirała Haddocka.

## Oblężenie
Hiszpańską blokadą dowodził Martín Álvarez de Sotomayor. Hiszpańskie siły lądowe składały się z dwóch batalionów Gwardii Królewskiej, dwóch Gwardii Walońskiej i dwunastu szwadronów kawalerii, razem około 13 000 ludzi. Artyleria znajdowała się pod komendą Rudesindo Tilly’ego, a kawaleria (w tym francuscy dragoni) pod wodzą markiza Arellano. Antonio Barceló, który dowodził siłami floty odpowiedzialnej za blokadę zatoki, założył swą bazę w Algeciras. Miał on do dyspozycji kilka szebek i łodzi uzbrojonych w pojedyncze działa. Flota, złożona z 11 okrętów liniowych i 2 fregat, stacjonowała w Zatoce Kadyksu pod dowództwem Luisa de Córdova y Córdovy z zadaniem uniemożliwienia przedarcia się ewentualnych posiłków brytyjskich.
W chwili rozpoczęcia oblężenia Gibraltaru brytyjski garnizon liczył 5382 żołnierzy; w jego skład wchodziły również nieliczne kontyngenty Hanowerczyków i Korsykanów.
Brytyjczycy spodziewali się ataku od jakiegoś czasu, więc liczne statki i okręty przypływały dostarczając zaopatrzenie. Przyspieszyli przygotowania do obrony, gdy Francja przystąpiła do wojny w roku 1778, jakkolwiek Francuzi początkowo byli bardziej zainteresowani wysłaniem wojsk do Ameryki i właściwe oblężenie zaczęło się, dopiero gdy do wojny przystąpiła Hiszpania.
Połączona flota hiszpańsko-francuska blokowała Gibraltar od strony morza, podczas gdy na lądzie wielka armia była zajęta budową fortów, redut, okopów, i stanowisk baterii, od strony których miał nastąpić atak. Gubernator Eliott sformował oddział strzelców wyborowych.
Wraz z nastaniem zimy roku 1779 garnizon zaczął odczuwać braki w zaopatrzeniu w świeżą żywność. Chleb był niemal niemożliwy do zdobycia i nie był dostarczany nikomu poza dziećmi i chorymi. Solone mięso i suchary (a i to w niewielkich ilościach) stały się podstawą wyżywienia wojska, przy czym od czasu do czasu dzienną rację żywnościową uzupełniały 4 uncje ryżu. Paliwo szybko zostało wyczerpane, a palenie ognisk było utrudnione, bowiem dostępne było jedynie przesycone solą morską drewno ze starych statków, które zatonęły w porcie. W tej sytuacji w szeregach zaczął szerzyć się szkorbut. Z biegiem czasu zapasy żywności malały zatrważająco, a racje dzienne stopniały do poziomu ledwo utrzymującego ludzi przy życiu.
Tymczasem atak nie następował. Hiszpanie gromadzili coraz więcej wojska i okrętów, poświęcając dla tego celu nawet planowaną inwazję na Anglię.
Admirał George Brydges Rodney, po zagarnięciu hiszpańskiego konwoju u przylądka Finisterre 8 stycznia 1780, i po rozgromieniu floty hiszpańskiej w bitwie koło Przylądka św. Wincentego, dotarł wiosną do Gibraltaru dostarczając posiłki w postaci 1052 ludzi i wielu ton zaopatrzenia. To bardzo podniosło garnizon na duchu.
Brytyjczycy odparli wszelkie próby wzięcia Skały szturmem, trwał natomiast nieustanny ostrzał. Pod koniec lata zapasy żywności obrońców stopniały i ponownie pojawił się szkorbut zmniejszając siły załogi. Brytyjczycy nie myśleli jednak o kapitulacji. Używając małych, szybkich żaglowców – łamaczy blokady – byli w stanie utrzymywać kontakty z siłami brytyjskimi na Minorce do roku 1781, kiedy to wyspa wpadła w ręce Hiszpanów.
W czasie drugiej zimy oblężeni musieli walczyć nie tylko z nieprzyjacielem, ale również z żywiołami, chorobami i głodem, dopóki nie zjawiła się – w kwietniu 1781 – inna brytyjska eskadra z żywnością i zaopatrzeniem.
Hiszpanie i Francuzi wkrótce zorientowali się, że wzięcie Skały głodem jest niemożliwe. Zaczęli więc przygotowywać zmasowany atak z lądu i z morza, w którym to celu zgromadzili wielkie siły. Jednakże w nocy, przed zaplanowanym przez nich uderzeniem, część załogi twierdzy przemknęła się po kryjomu poza linie obronne i przypuściła niespodziewany atak.
Wycieczka zupełnie zaskoczyła piechotę nieprzyjacielską w jej okopach. Napastnicy wysadzili w powietrze zapasy prochu, zagwoździli liczne działa, zniszczyli linie okopów i pozabijali lub wzięli do niewoli licznych Hiszpanów. Brytyjczycy zniszczyli blisko 1000 ton zapasów armii oblężniczej tej nocy. Hiszpanie stracili ponad 200 ludzi; gubernator Eliott twierdził później, że wielu z nich zginęło na miejscu, co przypisywał elementowi zaskoczenia.
Ta akcja opóźniła atak na jakiś czas, ale przygotowania po stronie hiszpańskiej wciąż trwały.

## Szturm generalny
Ostatecznie, 13 września 1782 roku siły koalicji hiszpańsko-francuskiej przystąpiły do generalnego szturmu. Wzięło w nim udział blisko 70 tys. ludzi. Na lądzie było 40 tys. żołnierzy, a więc prawie 60% całych hiszpańskich sił zbrojnych, w szczytowym momencie wspieranych przez 400 dział. Na wodach zatoki Algeciras znajdowało się 50 jednostek pływających, w tym specjalnie dla tego celu zbudowane baterie pływające z 200 ciężkimi działami, jak również hiszpańskie i francuskie okręty z blisko 30 tys. ludzi na pokładach. Działa z lądu i z morza otwarły gwałtowny ogień, na co załoga odpowiedziała ognistymi kulami, podpalając i niszcząc dziewięć z dziesięciu baterii, co spowodowało śmierć 1,5 tys. członków załóg oraz odpierając wiele szturmów od strony lądu. Żołnierze brytyjscy strzelali potrójnymi salwami, gdy kolejne fale hiszpańskiej piechoty próbowały wdzierać się na mury twierdzy. W starciu tym Brytyjczycy zniszczyli niemal całą flotę oblężniczą; baterie pływające, ostrzelane rozżarzonymi kulami, jedna po drugiej wylatywały w powietrze. Łącznie na morzu i na lądzie atakujący stracili około 5 tys. ludzi.

## Zakończenie oblężenia
W Wielkiej Brytanii Admiralicja od dawna rozważała plan wysłania na odsiecz załodze Gibraltaru większej, ale tym samym wolniejszej floty, w miejsce małej, szybkiej eskadry. We wrześniu 1782 roku duża flota admirała Howe’a opuściła Portsmouth i 9 października znalazła się koło przylądka św. Wincentego. Następnego dnia wieczorem przyszedł sztorm, który rozgonił szykującą się do bitwy flotę hiszpańską. To pozwoliło Howe’owi dotrzeć bezpiecznie do Gibraltaru, gdzie eskortowane przez niego statki handlowe mogły bezpiecznie wyładować przywiezione zaopatrzenie. Howe pożeglował następnie na północ i stoczył nierozstrzygniętą bitwę z Hiszpanami, po czym – zgodnie z rozkazami – wycofał się do Wielkiej Brytanii.
Oblężenie trwało jeszcze kilka miesięcy, aż wreszcie wiosną 1783 roku Francuzi i Hiszpanie, zniechęceni i pobici, odeszli spod twierdzy po trzech latach i siedmiu miesiącach zmagań. Garnizon Gibraltaru stracił 1231 ludzi, a w czasie walk zużył 8 tys. beczek prochu. George Augustus Eliott został kawalerem Orderu Łaźni i otrzymał tytuł 1. barona Gibraltaru. Pokój wersalski zawarty w tym samym roku potwierdził status quo ante.